# Charles Richard Ogden
Charles Richard Ogden (ur. 6 lutego 1791, zm. 19 lutego 1866) – kanadyjski prawnik, administrator i polityk; współpremier rządu Prowincji Kanady w roku 1842.

## Życiorys
Charles Ogden urodził się 6 lutego 1791 w mieście Quebec w zamożnej rodzinie lojalistów. Ojciec Charlesa był miejscowym sędzią. Charles skończył szkołę średnią w Trois-Rivières, tam też rozpoczął karierę polityka. Zanim zaangażował się w życie polityczne został prawnikiem i otworzył biuro adwokackie. W 1812 służył w wojsku i jako porucznik brał udział w walkach wojny 1812 roku. W 1814 Ogden po raz pierwszy stanął w szranki wyborcze i od razu zdobył mandat do legislatury Dolnej Kanady. Mimo że był angielskojęzycznym konserwatystą, a kandydował w większości frankofońskim okręgu wyborczym, zdołał utrzymać swój mandat przez kolejne 19 lat (z wyjątkiem wyborów 1824, gdy przebywał za granicą). Z zasiadania w legislaturze zrezygnował, dopiero gdy objął funkcję prokuratora generalnego Dolnej Kanady. W 1837 po upadku rebelii patriotycznej, z racji swego stanowiska, włączył się czynnie w prawne prześladowania rebeliantów, czym zasłużył sobie na powszechną nienawiść francuskojęzycznych Kanadyjczyków. Ogden sprawował swą funkcję także po przeprowadzeniu unii, w wyniku której powstała jednolita Prowincja Kanady. Z funkcji prokuratora generalnego zrezygnował w proteście w związku z drastyczną redukcją uposażenia (z 4 do 1,5 tysiąca funtów), jaka nastąpiła w 1841. Pod koniec tego samego roku wyjechał na rok do Wielkiej Brytanii. Mimo swej nieobecności został mianowany współpremierem, reprezentującym wschodnią Kanadę w konserwatywnym rządzie Williama Drapera. Do Kanady powrócił z początkiem jesieni 1842 z zamiarem aktywnego włączenia się w prace rządowe, by się przekonać, że rząd, w którym był współpremierem upadł, a na jego miejsce został powołany reformistyczny gabinet Baldwina-La Fontaina. Rozgoryczony opuścił Kanadę, tym razem już na zawsze. Zmarł 19 lutego 1866 pod Liverpoolem, gdzie pracował jako sędzia.